# Вектор зрушення
Вектор зрушення — графічне масштабне зображення у вигляді відрізка прямої, довжина якого пропорційна абсолютній (або відносній) величині й напряму зміщення в просторі за певний проміжок часу точки масиву гірських порід або земної поверхні на відповідну дату спостережень.